# Secretaria Municipal da Mulher de Curitiba
A Secretaria Municipal da Mulher foi criada pela lei nº 7.302 de dezembro de 1997 em Londrina, no norte do Paraná, com o objetivo de contribuir para a construção de uma sociedade onde as condições de liberdade e de igualdade entre homens e mulheres sejam asseguradas.
Neste sentido, vem atuando em duas grandes áreas: 
- atendimento social, jurídico e psicológico à mulher vítima de violência, discriminação e preconceito;
- promoção e defesa dos direitos humanos das mulheres e incorporação da perspectiva de gênero nas políticas públicas municipais.

Atualmente existem 16 Secretarias da Mulher no Brasil, no Paraná,em Pernambuco, Bahia, São Paulo, Alagoas, Acre, Goiás, Mato Grosso e Maranhão.
Em 2003 foi criada a Secretaria Especial de Políticas para as Mulheres, do Governo Federal.